# Gnophos gruneraria
Gnophos gruneraria là một loài bướm đêm trong họ Geometridae.